# Sóma (hudební skupina)
Sóma je česká neo-grunge kapela. Jejich hudební žanr se skládá z prvků grunge, stoner rocku, blues a ambientních prvků. Skupina je charakteristická svým čerpáním z kulturních kořenů 90. let a energickým projevem na pódiu. Témata textů jsou spojeny s lidskou podstatou a její vrtkavostí, ve kterých provází posluchače hudebním labyrintem.

## Historie
Kapela začínala hrát ve Vsetíně roku 2012 pod prvotním názvem Conspiracy. Zakládajícími členy byli David Enge, Tomáš Jež a Tomáš Rafaj, později se k nim přidal bubeník Jindřich Preč. Vzhledem k absenci zpěváka se v té době kapela soustředila na instrumentální tvorbu. 
Výrazné změny přinesl rok 2020. V průběhu roku se název kapely oficiálně změnil na Sóma a koncem roku se kapele podařilo najít zpěváka Lukáše Vichtoru. Díky tomu se kapele otevřely nové možnosti tvorby a zakotvila si svůj hudební styl. 
Začátkem roku 2022 odešel Jindřich Preč, nahradil jej bubeník Petr Juráň. Kapela v říjnu 2022 vydala na Spotify svůj první singl Despair.
Na konci ledna 2023 vydala druhý singl Junkyard, kterým chtěla nastínit pohled na rodné město Vsetín. Následoval singl The Doll, který je naopak daleko klidnější a melodičtější, a je oslím můstkem na vztahovou situaci některých členů kapely. Na konci roku kapelu opustil Tomáš Rafaj, jeden ze zakládajících členů.
Začátkem roku 2024 kapela našla kytaristu a zpěváka Matěje Fabiánka a začala pracovat na svém prvním albu Golden Creatures, které vydala i na LP. V létě 2024 se také uskutečnilo natáčení klipu k singlu Howl, který je součástí alba. Videoklip ke skladbě Howl vyšel na platformě Youtube 6. října 2024 a 18. října 2024 vyšlo celé album Golden Creatures na Youtube, Spotify a Apple Music. Konec roku 2024 byl ve znamení 23. ročníku mezinárodní klubové soutěže hudebníků LÍHEŇ 2024, kde se kapele podařilo probojovat až do velkého finále a 7. prosince 2024 v klubu Stolárna v Havířově soutěž kapela celkově vyhrála.

## Členové

### Současní
- Lukáš Vichtora (zpěv)
- David Enge (elektrická kytara)
- Tomáš Jež (baskytara)
- Matěj Fabiánek (elektrická kytara, doprovodné vokály)
- Petr Juráň (bicí)

### Bývalí
- Jindřich Preč (bicí)
- Tomáš Rafaj (elektrická kytara)

## Diskografie

### LP
- Golden Creatures (2024)

### Singly
- Despair (2022)
- Junkyard (2023)
- The doll (2023)